# ブレイズ・オブ・グローリー
『ブレイズ・オブ・グローリー』（Blaze Of Glory）はアメリカ合衆国のロックバンド、ボン・ジョヴィのボーカリストジョン・ボン・ジョヴィが1990年に発売したソロ1枚目のスタジオ・アルバム。

## 概要
アメリカの映画『ヤングガン2』にインスパイアされて書かれた楽曲が収録されている。『ヤングガン2』でビリー・ザ・キッドを演じているエミリオ・エステベスが自身の役のテーマソングとして、ボン・ジョヴィの楽曲「Wanted Dead Or Alive」の使用を申し出てきたが、結局ジョンは新曲を用意し、映画のサントラが作製された。
タイトル曲「ブレイズ・オブ・グローリー」はソロ曲であるが、ボン・ジョヴィのベストアルバム『クロス・ロード』に収録され、ライブでもしばしば演奏されている。

## 曲目
1. ビリー・ゲット・ユア・ガンズ - Billy Get Your Guns
2. ミラクル - Miracle
3. ブレイズ・オブ・グローリー - Blaze Of Glory
4. ブラッド・マネー - Blood Money
5. サンタフェ - Santafe
6. ジャスティス・イン・ザ・バレル - Justice In The Barrel
7. ネヴァー・セイ・ダイ - Never Say Die
8. ユー・リアリー・ゴット・ミー・ナウ - You Really Got Me Now
9. バング・ア・ドラム - Bang A Drum
10. ダイン・エイント・マッチ・オブ・ア・リヴィン - Dyin' Ain't Much Of A Livin'
11. グアノ・シティ - Guano City